# Registre international français
Cet article concerne le registre maritime. Pour les autres significations du sigle, voir RIF.

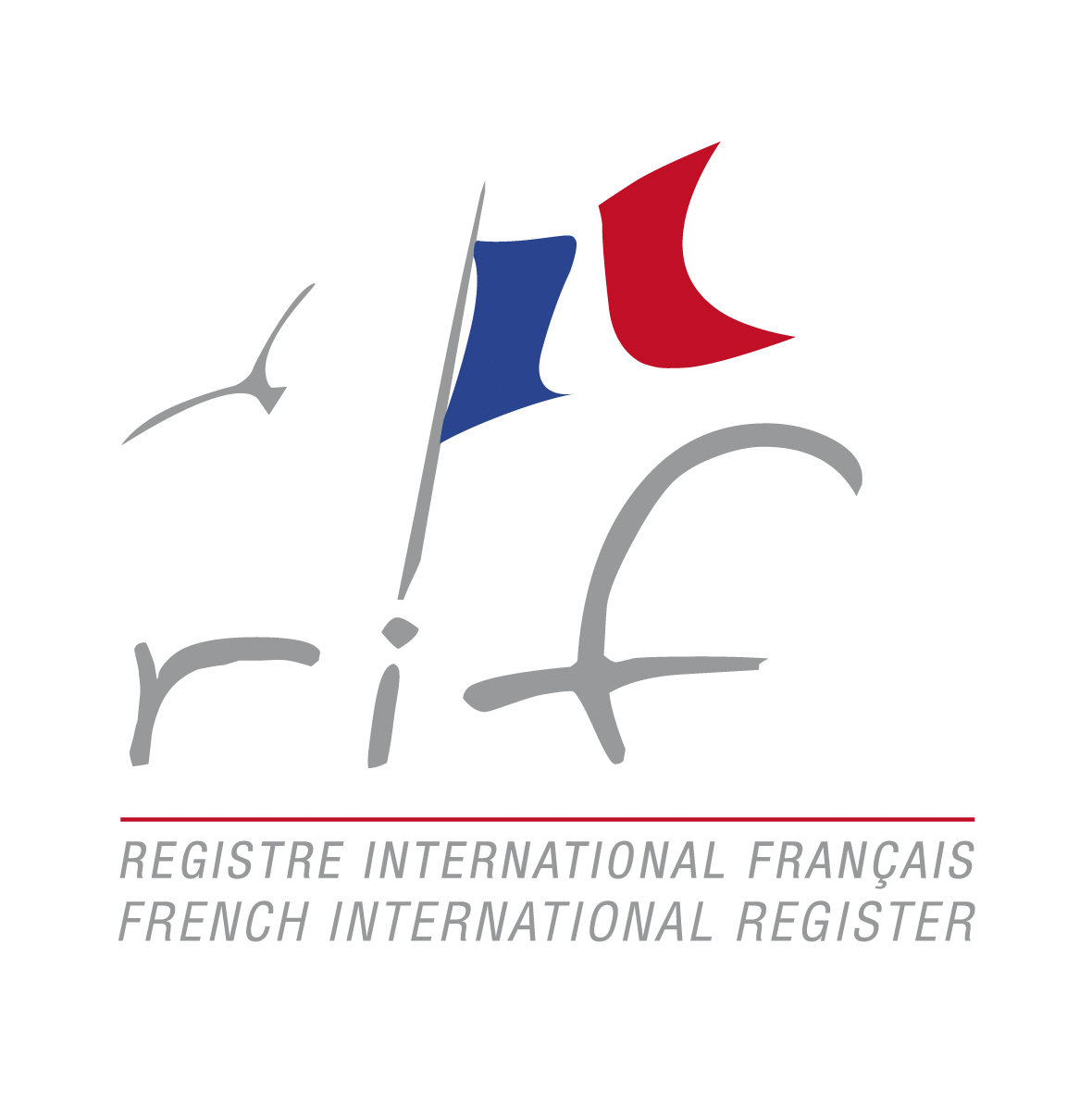
LOGO du RIF. Le pavillon arboré par les navires immatriculés au RIF est le pavillon français.

Le registre international français (RIF) est un des six registres qui composent le pavillon français d'enregistrement des navires. 
Il est conçu pour répondre aux besoins des armateurs exposés à la concurrence internationale.

## Création
Le RIF a été créé en 2005 par la loi no 2005-412 du 3 mai 2005 relative à la création du registre international français. Pour les navires de transport, il remplace le registre des terres australes et antarctiques françaises (TAAF) créé en 1987.
La loi est aujourd’hui codifiée par le livre VI de la cinquième partie du code des transports (articles L. 5611 à L. 5642).

## Navires éligibles et conditions d’exploitation
Conformément à l’article L. 5611-2 du code des transports, peuvent être enregistrés au RIF les navires suivants :
1. Les navires de commerce au long cours ou au cabotage international ;
  - (sauf les navires transporteurs de passagers mentionnés au 1° de l'article L. 5611-3 du code des transports)
2. Les navires de la plaisance professionnelle de plus de 15 mètres hors tout ;
3. Les navires de pêche professionnelle armés à la grande pêche, classés en première catégorie et travaillant dans des zones définies par voie réglementaire.

À l’inverse, les exclusions sont définies par l’article L. 5611-3 du code des transports. Ne peuvent être enregistrés au RIF les navires suivants :
1. Les navires transporteurs de passagers assurant des lignes régulières au sein de l'UE ou, selon une liste fixée par voie réglementaire, les lignes régulières internationales entre les États-membres de l'UE et l'Algérie, le Maroc et la Tunisie (décret n°2006-462 du 21 avril 2006[4] fixe la liste des lignes régulières internationales de transport maritime de passagers)
2. Les navires exploités exclusivement au cabotage national ;
3. Les navires d'assistance portuaire, notamment ceux affectés au remorquage portuaire, au dragage d'entretien, au lamanage, au pilotage et au balisage ;
4. Les navires de pêche professionnelle non mentionnés au 3° de l'article L. 5611-2 du code des transports et par les mesures réglementaires prises pour son application.

## Conditions de francisation
En droit international, l’article 91 de la convention de Montego Bay sur la nationalité des navires prévoit l’existence et le respect d’un lien substantiel entre le navire et l’État du pavillon.
Article 91 Nationalité des navires
« Chaque État fixe les conditions auxquelles il soumet l'attribution de sa nationalité aux navires, les conditions d'immatriculation des navires sur son territoire et les conditions requises pour qu'ils aient le droit de battre son pavillon. Les navires possèdent la nationalité de l’État dont ils sont autorisés à battre le pavillon. Il doit exister un lien substantiel entre l’État et le navire. Cet article conduit les États à pouvoir établir leurs propres règles et conditions d’immatriculation ».
En droit français, l’article 219 du code des douanes définit le lien requis entre la France et le navire francisé. Il répond à la condition de substantialité définie par l’article 91 de la convention de Montego Bay.
Article 219 du code des douanes
« La francisation confère au navire le droit de porter le pavillon de la République française avec les avantages qui s’y rattachent. Cette opération administrative est constatée par l’acte de francisation ».
Les conditions de francisation confirment l’existence d’un lien substantiel entre le navire et la France soit par la propriété du navire (article 219 I-2-B), soit par son affrètement coque-nue depuis la France (article 219 I-2-E), soit par sa gestion nautique depuis la France (219 I-2-F).

## Conditions d’effectif et d’emploi
L’équipage doit être suffisant en nombre et en qualité (qualifications). Au niveau international, cette exigence est établie par la règle 14 du chapitre V  de la convention SOLAS :
Ships' manning
« Contracting Governments undertake, each for its national ships, to maintain, or, if it is necessary, to adopt, measures for the purpose of ensuring that, from the point of view of safety of life at sea, all ships shall be sufficiently and efficiently manned ».
La résolution IMO A 1047(27) de l’assemblée définit les prescriptions applicables pour la détermination  d’un minimum safe manning document. Les normes visées sont celles définies par la convention STCW. Ces dispositions sont communes à celles du registre métropolitain.
À bord d’un navire immatriculé au RIF, l’équipage doit être composé d’au moins 25 % de ressortissants d’un État membre de l’Union Européenne (sur la base de la fiche d’effectif minimal), dont obligatoirement le capitaine et son suppléant. Il est intéressant d’observer que cette proportion n’est pas arrêtée au registre métropolitain. En proportion, il pourrait ainsi y avoir moins de marins communautaires sur un navire immatriculé au 1er registre que sur un navire immatriculé au RIF.
Concernant le droit du travail applicable, il convient de différencier le régime des résidents en France et des non-résidents. Dans le cas des marins résidents en France, les conditions du 1er registre sont applicables (livre 5 du chapitre V) :
Article L5612-1 du code des transports
« Sont applicables aux gens de mer embarqués sur les navires immatriculés au registre international français :
- S'ils résident en France, le livre V de la présente partie ».

Dans tous les cas, les conditions de la convention du travail maritime (MLC 2006) constituent le minimum exigible.

## Reconnaissance internationale du pavillon français en matière de sécurité, de prévention de la pollution, et de conditions de travail à bord
En 2015, le pavillon français a été pour la 3e année consécutive classé en première position de la liste blanche du Mémorandum d’entente de Paris. A cette date, ce classement durant 3 années n’a été observé pour aucun autre pavillon. Il confirme le haut degré de conformité de la flotte française aux dispositions internationales, à la fois en matière de sécurité maritime, de prévention de la pollution, mais également de respect des conditions de travail à bord.
En matière de sécurité maritime et de prévention de la pollution, la réglementation applicable au Registre International Français est identique à celle applicable au 1er registre. Elle est conforme aux conventions internationales, en particulier aux instruments internationaux suivants :
- International Load Line Convention (LL)[11]
- Safety Of Life At Sea convention (SOLAS)
- MARPOL convention
- Code ISM (International Safety Management)
- Code ISPS (International Ship and Port Security)
- Standards of Training, Certification and Watchkeeping for Seafarers  (STCW)
- MLC convention (Maritime Labour Convention)

La conformité des navires à ces conventions est établie par l’État du pavillon, soit directement, soit par délégation à une société de classification habilitée. Dans le cas de la France, les services de l’État contrôlent directement la conformité des navires aux dispositions internationales suivantes :
- Code international de gestion de la sécurité (code ISM)
- Convention du travail maritime (convention MLC 2006)
- Code international pour la sûreté des navires et des installations portuaires (code ISPS)

La délivrance des titres de sécurité et des titres de prévention de la pollution des navires de charge de jauge brute supérieure ou égale à 500 est déléguée à des sociétés de classification habilitées par la France. Il y a actuellement 4 sociétés habilitées par la France : LR, DNV-GL, RINA, BV.  Les autres navires français, dont les navires à passagers, sont intégralement contrôlés par les services de l’État.
Nonobstant, l'ITF (la Fédération internationale des ouvriers du transport) classe le RIF comme pavillon de complaisance.

## Évolution du RIF depuis 2006

### Flotte enregistrée au RIF
Le nombre de navires enregistrés au RIF connaît une croissance globale positive depuis sa création. Ainsi, l'effectif total de la flotte RIF est passé de 250 navires en 2007 à 362 navires en 2022. 
S'agissant de la jauge, elle est également en constante progression et s'est établissait au 1er janvier 2022 à 6,7 millions d'UMS contre 4,7 millions d'UMS en 2007.

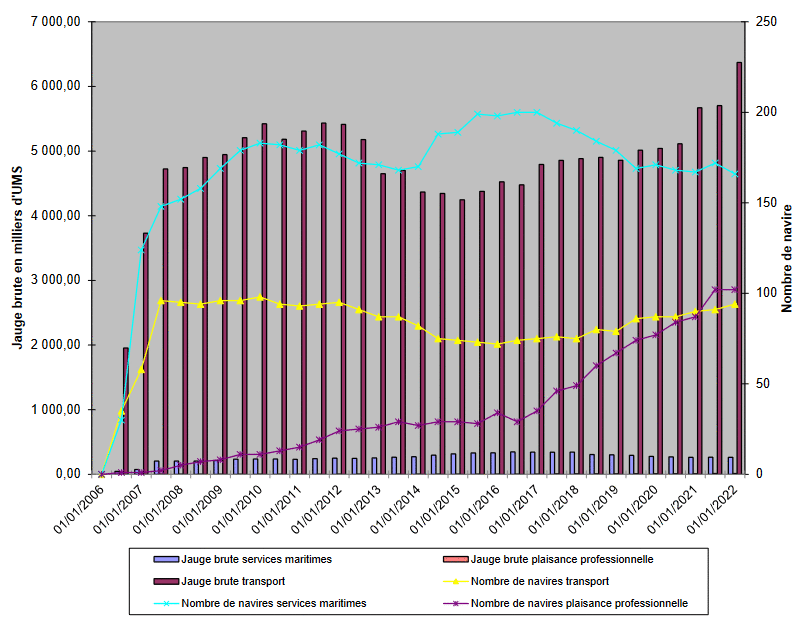
Évolution du nombre de navires enregistrés au RIF entre le 1er janvier 2006 et le 1er janvier 2022.

En 2015 la flotte immatriculée au RIF, tous navires confondus, a franchi le seuil de 300 navires et connaît une croissance sur l'année de +2,7 % en nombre et de +6,6 % en jauge. On observe ainsi, contrairement à fin 2014, une augmentation du nombre de navires et de leur taille moyenne. Le secteur du Yachting (navires de plaisance à utilisation commerciale) est également en progression en 2015 (+10,7 % en nombre et +15 % en jauge). On observe que le RIF est aujourd’hui majoritairement recherché par les armateurs de navires de services à forte valeur ajoutée (navires câbliers, de recherches, de travaux off-shore). Cette tendance n’intègre pas les effets de la loi pour l’économie bleue qui seront observés durant les années à venir.

### Emploi maritime
En 2020, les navires enregistrés au RIF employaient 3 149 marins français, dont 2 924 sur les navires de transport et de services maritimes et 225 sur les navires de grande plaisance professionnelle (yachts).

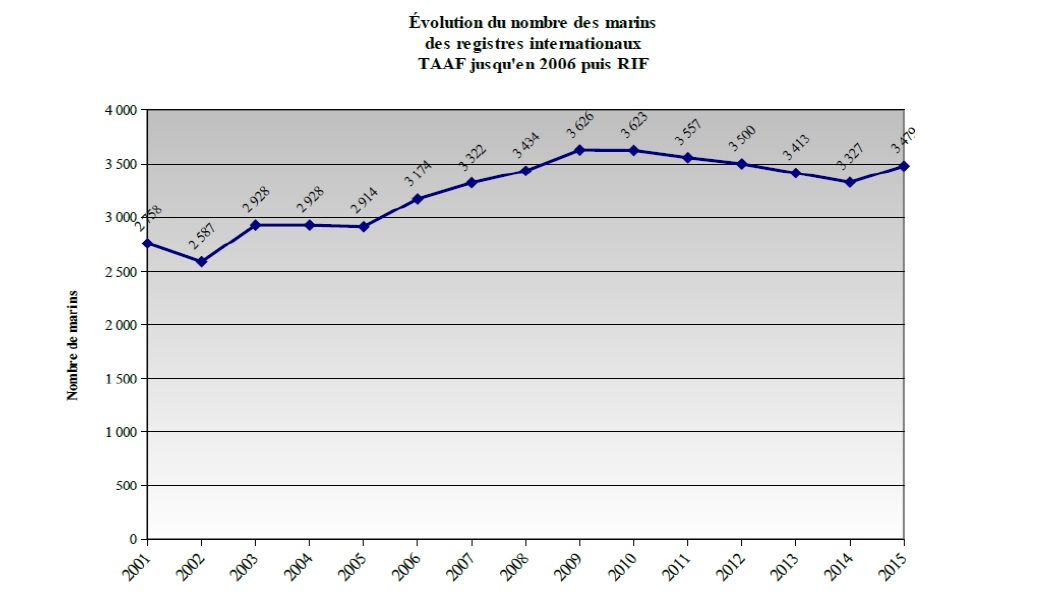

La flotte des navires de services maritimes représente la part la plus importante d'emplois de marins français au registre international français. Les navires de charge emploient des contingents élevés de Français (1/3). La flotte pétrolière et gazière recrute des navigants français principalement aux différents postes de commandement avec un maximum de 30,6% sur les navires gaziers en 2014.

## Dernières évolutions législatives en faveur de la simplification et de la compétitivité du pavillon français
En application de l’article 43 de la loi l’économie bleue du 20 juin 2016, les employeurs de marins français sont désormais intégralement exonérés des contributions patronales dès lors que les navires immatriculés sous pavillon français sont affectés à des activités de transport ou de services maritimes soumises à titre principal à une concurrence internationale.
Cette mesure est encadrée par les orientations de l’Union européenne sur les aides d’État au transport maritime. Elle répond à une demande majeure des armateurs français qui devraient ainsi orienter leurs navires actuellement sous pavillons de libre immatriculation vers le registre international français au profit de l’emploi maritime communautaire et national.
Les conditions de francisation, autrement dit l’accès au registre, sont simplifiées et modernisées par les articles 2 et 3 de la même loi. Si les termes relatifs à la propriété du navire sont conservés, la francisation provisoire est modernisée (affrètement et gestion du navire) et sécurisée (régime des hypothèques en cas de gel de pavillon étranger et d’affrètement coque-nue). De même, le gel de la francisation est mieux encadré (régime des hypothèques en cas de gel de francisation). Enfin, si le navire ne remplit plus l’intégralité des conditions de francisation, sa radiation d’office est désormais prévue (article 5 de la loi).